# Walsee (Adelsgeschlecht)

Stammwappen derer von Walsee

Die Herren von Walsee (auch von Wallsee, Walchsee, Walse, Walsse, Wallssee, Waldze, ursprünglich von Waldsee, italienisch Valsa) stammten aus Schwaben. Mit Eberhard von Walsee († 1288), einem Gefolgsmann des Grafen Rudolf von Habsburg, des späteren deutschen Königs, schlug das Geschlecht auch im Südosten Wurzeln. Während Eberhard noch keine politische Rolle spielte, standen vier seiner Söhne und deren Nachkommen bald in der Vorderreihe des Habsburger Hofadels. Insgesamt vier Linien der Familie kamen binnen kurzer Zeit zu großem Reichtum und Ansehen: die Linzer Linie (um 1400 ausgestorben), die Ennser Linie, welche als letzte 1483 erlosch und den größten Besitzumfang hatte, die Grazer Linie (1363 ausgestorben) und die Drosendorfer Linie (um 1400 erloschen). Bald nahmen sie in Österreich einflussreiche Stellungen ein. Eine Linie erwarb das Erbmarschallamt und eine andere das Erbkämmereramt in Österreich. Nach dem Erlöschen der Emmerberger waren sie Erbtruchsesse in der Steiermark. Durch Heirat, Erbschaft und landesfürstliche Schenkungen kam an sie großer Besitz in Nieder- und Oberösterreich, in der Steiermark, in Kärnten, in Krain und in Istrien. Im Jahre 1331 verkauften die Walseer ihren schwäbischen Stammsitz Waldsee an die Habsburger.
Die Herren von Walsee waren Verwandte der Herren von Duino und deren Haupterben.

## Geschichte

### Linie Walsee-Linz
Eberhard IV./II. († 1325), der Begründer der Linzer Linie, war einer der einflussreichsten Berater Herzog Albrechts I. 1291 erscheint er als Landrichter ob der Enns und bleibt es bis zum Lebensende. Er gilt als Förderer der Linzer Franziskanerkirche.
Sein Sohn Eberhard V./III. († 1371) war 1322–1361 und 1369–1371 ebenfalls Landrichter, wurde aber 1353 auch zum (Landes-)Hauptmann ob der Enns ernannt. Er musste Fehden gegen die Neuhauser und Rosenberger führen, die bis an die Donau vorgedrungen waren. Er gründete 1334/36 das Zisterzienser-Stift Säusenstein, widmete sein Schloss Schlierbach zu einem Zisterzienserinnenkloster um (1355) und erbaute die Feste Oberwallsee. Mit seinen Söhnen Eberhard, Heinrich und Georg († 1400/1401) erlosch die Linzer Linie.

### Linie Walsee-Enns

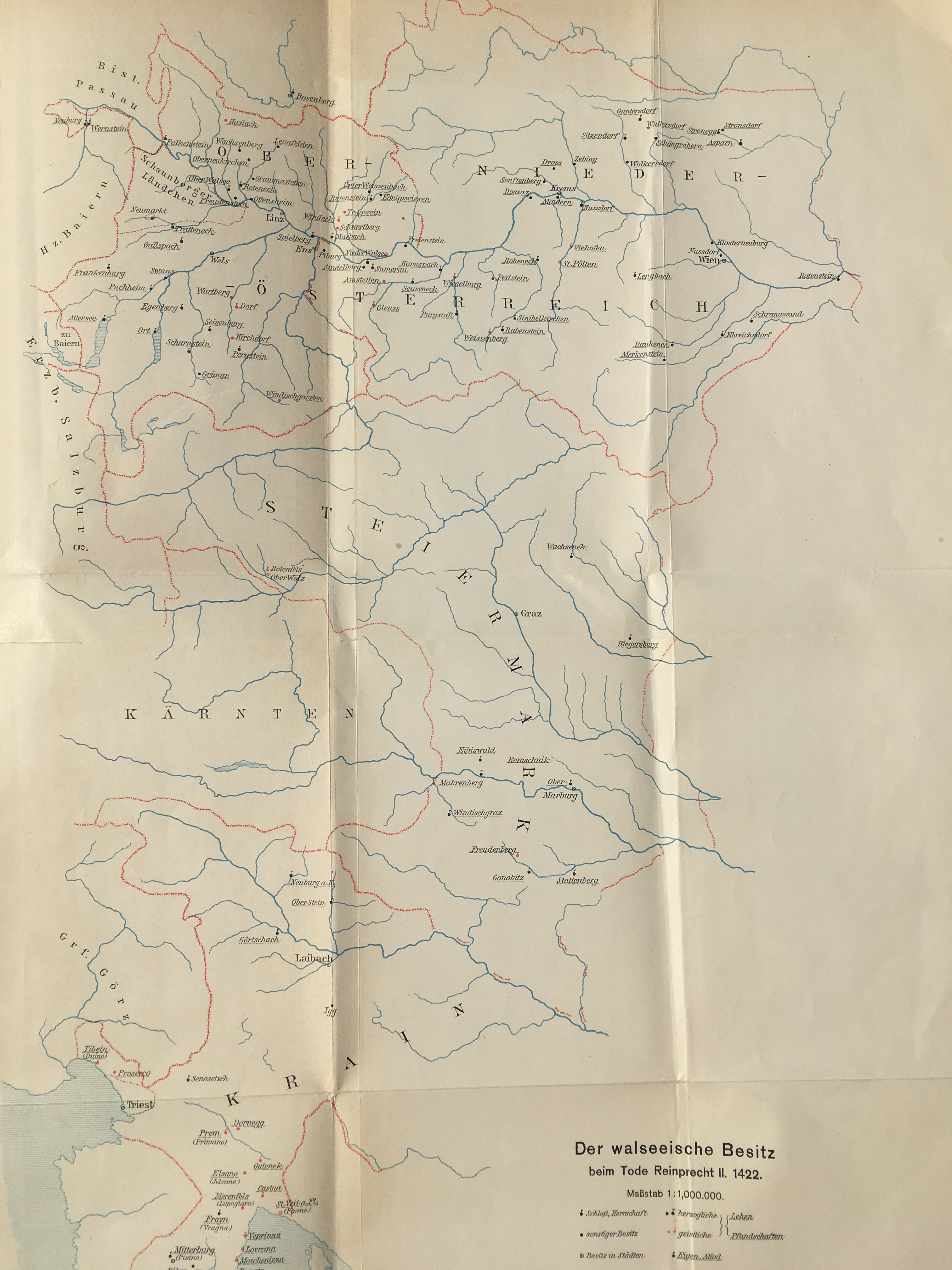
Besitzungen der Familie Walsee beim Tod Reinprechts II.

Begründer der Ennser Linie war Heinrich I. († 1326), (Burg-)Hauptmann zu Enns auf der Ennsburg, der sich in der Schlacht bei Mühldorf (1322) wacker für Habsburg schlug. Sein ältester Sohn war Heinrich II., der kinderlos blieb. Seine jüngeren Söhne Reinprecht I. († 1361) und Friedrich II.  († um 1355) waren Gönner des Ennser Minoritenklosters und wurden laut Urkunde von 1331 Pfandbesitzer von Waxenberg und Burg und Markt Ottensheim; damit wurde der anteilige Verkaufspreis für ihre schwäbischen Stammbesitzungen in Höhe von 11.000 Mark Silber versichert. Reinprecht und Friedrich waren gemeinsam Burggrafen zu Enns.
Ein jüngerer Sohn Friedrichs, Heinrich VI. († 1398) war 1374–79 Landeshauptmann ob der Enns, vielleicht noch 1395 Berater Herzog Wilhelms. Heinrichs älterer Bruder Friedrich VI. († 1372) war 1367–68 Landmarschall von Niederösterreich und 1369 Landeshauptmann der Steiermark.
Der Hauptast der Ennser besteht aus den Söhnen Reinprechts: Rudolf I. († 1405), erscheint zunächst in den westlichen Habsburger Gebieten, aber schon 1373 war er Landeshauptmann der Steiermark, 1397 Landmarschall von Niederösterreich. Sein jüngerer Bruder Friedrich V. († 1408, verunfallt) war ab 1403 Landmarschall von (Nieder-)Österreich und vermittelte im Zwist um die Vormundschaft über Herzog Albrecht V. Im Februar 1408 ereilte ihn ein gewaltsames Ende, indem er als ein Opfer der Unvorsichtigkeit der eigenen Leute auf seinem Schloss Neu-Wallsee mit einem Pulvergewölbe in die Luft flog und nach drei Tagen starb.
Reinprecht II. († 1422), der mittlere Bruder, seit 1380 (Landes-)Hauptmann ob der Enns, belagerte im Auftrag Herzog Albrechts II. die Stammburg der Schaunberger („Schaunberger Fehde“). Vor allem erreichte er 1410/11 die Beseitigung der vormundschaftlichen Gewalt über den minderjährigen Herzog Albrecht V. Ab 1411 bis 1417 herrschte zwischen Reinprecht II. und Herzog Ernst ein feindliches Verhältnis, das sich in Raubzügen und Brandschatzung in der Steiermark auswirkte („Walseer Fehde“). Nach dem Erlöschen der anderen Walseer Linien vereinigte er alle Macht in seiner Hand.
Eine Aufstellung über die 1416 an Reinprecht II. verpfändeten Herrschaften und Besitzungen nennt: Grafschaft Mitterburg (Pisino) und Burgherrschaft „Frayn“ in Istrien, Oberstein und Görtschach in Krain, Windischgraz und Mahrenberg in der Steiermark, Waxenberg, Frankenburg, Puchheim, Säusenstein (wo auch ein Zisterzienser-Stift bestand, dessen Gründer und Gönner die Walseer waren), die Grafschaft Peilstein, Seisenegg, Freienstein/Freyenstein an der Donau, Wuldersdorf und Pernstein.
Nach dem Ausgleich zwischen Herzog Albrecht V. und Herzog Ernst (Ende der Walseer Fehde) bekam Reinprecht die Schlösser Riegersburg, Gonowitz, Stattenberg, Eibiswald und Windischgraz in der Steiermark, Görtschach und Neuberg an der Kanker in Krain wieder eingeräumt, welche ihm Herzog Ernst zur Zeit der Fehde entreißen ließ. Überdies bekam Reinprecht 1418 die Feste Rothenfels, die Stadt Oberwölz und die Burg Waxenegg zugeteilt, die Reinprecht dem Hanns von Stubenberg abgenommen hatte.
1418 wurde er überdies mit dem Erbtruchsessenamt von Steiermark belehnt.
In der Generation Reinprechts II. fiel auch das gewaltige Erbe der Tybeiner Verwandtschaft an (1399), mit dem die Besitzungen der Walseer bis zur Adria reichen (Herrschaften Duino/Tybein, Guteneck, Fiume, Castua, Veprinaz – spätere Schreibweise Veprinac – und Moschenitz). Mit dem Besitz von Duino waren auch Sitz und Stimme im Reichstag verbunden und Reinprecht war dadurch quasi reichsunmittelbar.
All dieser Besitz kam von Reinprecht an seinen einzigen Sohn Reinprecht IV. († 1450), dem 1434 Kaiser Sigismund von Luxemburg den Blutbann über alle seine Herrschaften verlieh, und von diesem an die letzten Sprossen der Walseer: Wolfgang V. († 1466) und Reinprecht V. († 1483).
Reinprecht V. schloss 1451 mit den Grafen von Cilli einen Erbvertrag, der jedoch nicht griff, weil der letzte Cillier bereits 1456 starb.
Wolfgang vermachte in seinem Testament 1465 als „Herr von Duino und auf dem Karste, Oberster Marschall von Österreich, Schenk von Steiermark und Hauptmann des Landes ob der Enns“ dem Kaiser Friedrich alle seine Schlösser, Städte, Märkte und Dörfer auf dem Karste und in Istrien und zwar St. Veit am Pflaumb (Fiume), Veprinaz, Moschenitz, „Sabinach“, Guteneck mit allem Zugehör, was alles zufolge der Erbteilung mit seinem Bruder Reinprecht V. ihm zugefallen sei.
Reinprecht V., Träger der gleichen Ämter, verkaufte dem Kaiser Friedrich 1472 beide Burgherrschaften Ober- und Unter-Duino, San Giovanni bei Duino, Senosetsch und Prem samt allem Zugehör. Auf diesem Wege konnte der Habsburger die Herrschaften der Walseer im Küstengebiete gewinnen.
Reinprecht V. starb 1483 und wurde auf seiner Herrschaft Seissenberg/Seisenburg bestattet. Seine Tochter Barbara konnte das oberösterreichische Gut der Walseer an sich bringen: Scharnstein, Pernstein, Oberwallsee, Wildenstein, Windeck, Ruttenstein und Ort am Traunsee, ferner Waxenberg (Wechsenberg) und die Pfandschaft Frankenburg. Waxenberg fiel an den Landesfürsten, die anderen Güter brachte Barbara ihrem Gemahl Sigmund von Schaunberg zu.

### Linie Walsee-Graz
Ulrich I. von Walsee († um 1329), Begründer der steirischen oder Grazer Linie, handelte meist gemeinsam mit seinem ältesten Bruder Eberhard IV. Eine althochdeutsche Dichtung preist „Uolreich den volkomen Degen“ in der Schlacht bei Göllheim. Er gründete 1308–13 auf dem Grillbühel in Graz (damals außerhalb der Stadtmauern, jetzt befindet sich dort die Alte Technik) das erste Grazer Frauenkloster, ein Dominikanerinnenkloster, das auch als seine Grabstätte diente. Das vorher landesfürstliche Areal war ihm 1307 von Herzog Friedrich geschenkt worden. Ab 1299 war Ulrich I. von Walsee Landeshauptmann der Steiermark. 1309 organisierte er die Niederschlagung eines Adelsaufstandes gegen die Herzoge Friedrich und Leopold. 1320 bis 1321 war Ulrich Statthalter von Padua. 1322 ritten Ulrich mit den Steiermärkern und sein Bruder Heinrich von der Ennser Linie samt ihren älteren Söhnen mit den Österreichern in den Kampf gegen König Ludwig den Baier (Schlacht bei Mühldorf); Ulrichs gleichnamiger Sohn geriet dort als Verwundeter in Gefangenschaft. 1328 waren Walseer aller Linien beim Friedensschluss König Friedrichs des Schönen mit den Ungarn in Bruck an der Leitha beteiligt, nachdem Ulrich große Gebiete zwischen Mur und Drau erobert hatte.
Ulrich II. von Walsee († 1359) war ein von Peter Suchenwirt gefeierter Kriegsheld. 1318 stritt er vor Colmar, 1320 mit seinem Vater und seinem Schwager Ulrich V. von Pfannberg um Padua, 1322 in Mühldorf. Ab 1329 war er als Nachfolger seines Vaters Landeshauptmann von Steiermark. 1339 gründete er das Minoritenkloster zu Pettau (Ptuj).
Alle drei Söhne Ulrichs I. (Ulrich, Hanns † 1342 und Friedrich † 1362) hießen 1331 „Hauptleute in Steier“ und halfen ihrem Schwager Friedrich I. von Cilli bei seinem Kampf um das Heunburger Erbe, nachdem dieser ihnen 1330 seine Burgen Rohitsch, Kostreiniz, Lengenberg (Lemberg), Sanneck, Osterwitz, Flödnig/Smlednik, Schönstein und Prassberg um 8000 Mark Silber Grazer Währung gegen Rückeinlösung verpfändet hatte.
Der einzige Sohn Ulrichs II., Eberhard VIII. von Walsee, war 1359 bis 1361 Landeshauptmann der Steiermark und starb 1363. Das Erbe fiel großteils temporär an die Linzer Linie.

### Linie Walsee-Drosendorf
Die Linie Drosendorf wurde von Friedrich I. († 1318) begründet und erlosch mit Ulrich IV. von Walsee († 1400).
Die Drosendorfer waren mit den Herren von Lichteneck, Lippa, Maisburg und Dachsberg, vor allem aber mit den Kuenringern verschwägert.
Papst Bonifatius IX. gestattete Ulrich IV. von Walsee im letzten Jahrzehnt des 14. Jahrhunderts, auf der Ptujska Gora (auf der Neustift bei Pettau) eine Kirche zu errichten (heute Wallfahrtskirche Basilika der Schutzmantelmadonna).

## Wappen
- Das Stammwappen zeigt in Schwarz einen silbernen Balken. Auf dem Helm mit schwarz-silbernen Decken ein wie der Schild bezeichneter Adlerflügel.[5][6] (Die Stadt Bad Waldsee führt heute noch ein solches Wappen als Stadtwappen.)[7]

- Das spätere Wappen der Walseer ist geviert: Im Feld 1 und 4 zwei (auch) drei silberne Rauten in Schrägbalkenform, im Feld 2 und 3 ein silberner Balken im schwarzen Feld.[8] Es gibt mehrere – sehr ähnliche – Varianten des Wappens.

## Stammliste
Stammbaum der Walseer:

### Schwäbische Vorfahren
- Eberhard I.
  - Eberhard II. († 1248)

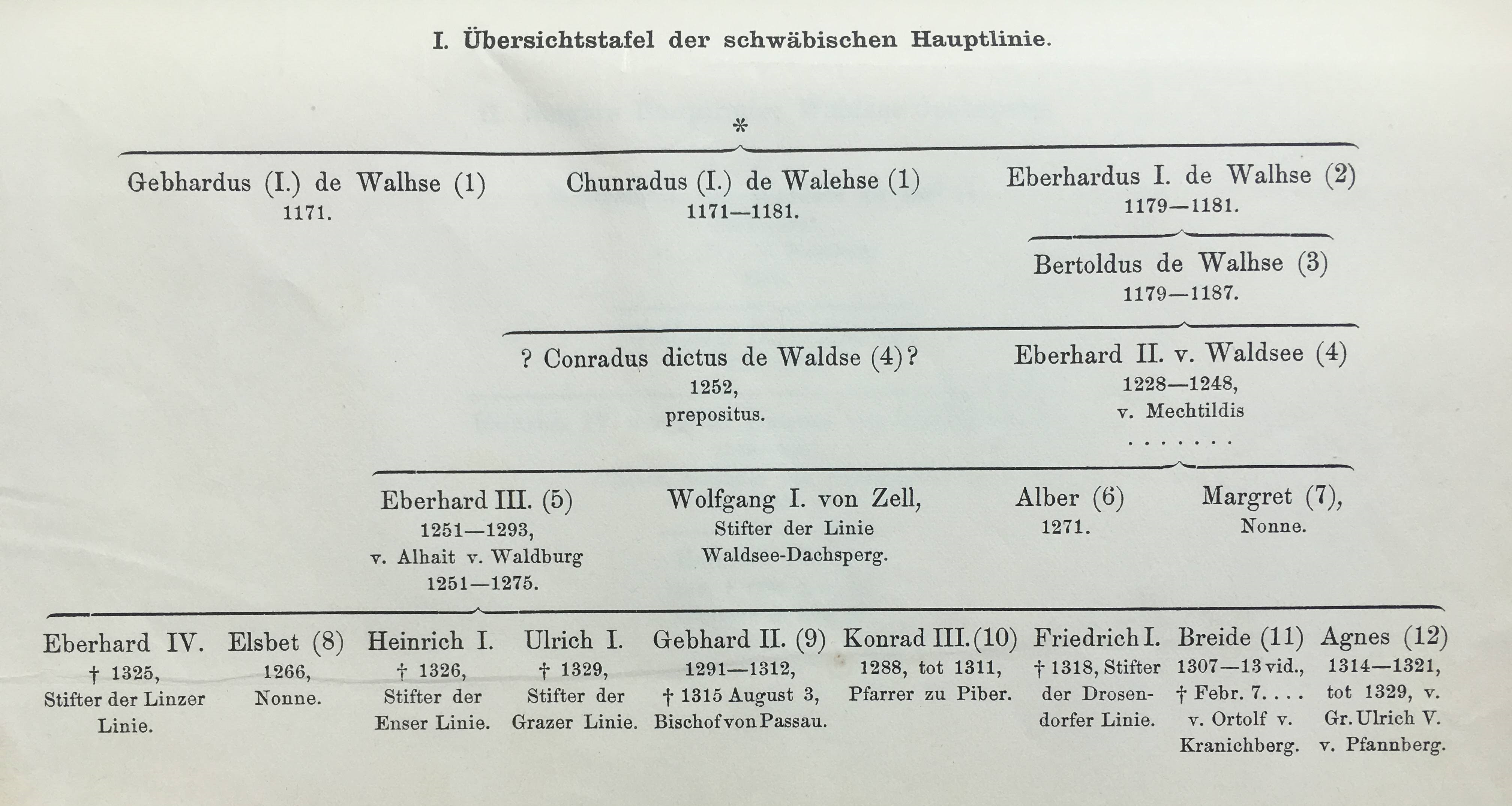
Schwäbische Abstammung der Herren von Walsee

  - # Wolfgang I. von Zell († 1281), Begründer der Linie Walsee-Dachsperg
  - #* Wolfgang II. von Zell († 1291)
  - #** Adelheid († 1299), ⚭ Eberhard von Jungingen
  - # Eberhard III./I. in Österreich († 1288), ⚭ Adelheid von Waldburg († 1275)
  - ## Eberhard IV./II., Begründer Linie →Walsee-Linz (†† 1400/1401, Georg)
  - ## Heinrich I., Begründer Linie →Walsee-Enns (†† 1483, Reinprecht V.)
  - ## Ulrich I., Begründer Linie →Walsee-Graz (†† 1363, Eberhard VIII.)
  - ## Friedrich I., Begründer Linie →Walsee-Drosendorf (†† 1400, Ulrich IV.)
  - ## Konrad III. († 11. April 1311), Pfarrer in Piber, wegen Grausamkeit erschlagen
  - ## Gebhard II. († 3. August 1315), 1295 Domherr und Hochstifts-Vizedom, 1313–1315 Bischofs-Elekt in Passau
  - ## Preyde/Brigida († 1315), ⚭ Ortolf von Kranichberg
  - ## Gertrud (1316), ⚭ Heidenreich, Burggraf von Gars am Kamp

### Walsee-Linz

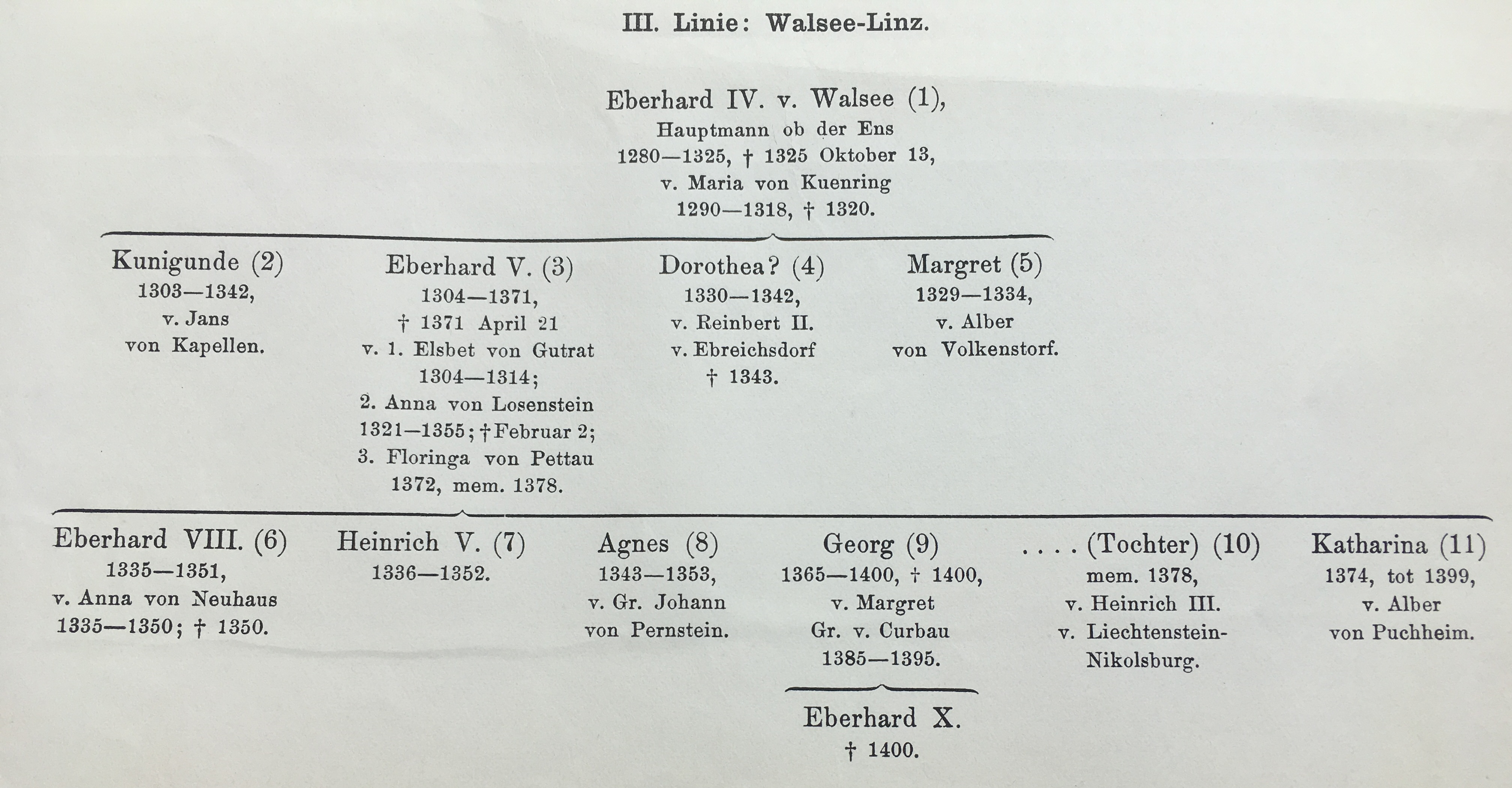
Linie Walsee-Linz (nach Doblinger 1906); Achtung Nummernfehler: statt Eberhard VIII. müsste es korrekt Eberhard VII. († 1351) heißen.

1. Eberhard IV./II. († 1325), Berater Herzog Albrechts, (1288) gemeinsam mit Bruder Heinrich von König Rudolf mit Sindelburg und Sommerau belehnt[10], ab 1288 Landrichter alias Hauptmann ob der Enns, ⚭ Maria von Kuenring († 1320)
  1. Kunigunde († 1342), ⚭ Jans von Kapellen († 1354)
  2. Agnes, ⚭ Amelrich von Pettau († 1336)
  3. Dorothea, ⚭ Reinprecht II. von Ebersdorf († 1343)
  4. Margareta († 1334), ⚭ Alber von Volkersdorf (†† 1334)[11]
  5. Eberhard V./III. († 1371), ab 1322 Landrichter ob der Enns, 1353–61 sowie 1369–71 Hauptmann ob der Enns; 1355 Gründung Stift Schlierbach; 1333 Kauf Herrschaft Freudenstein, 1334/36 Gründung Zisterzienser-Stift Säusenstein, 1364 Bau Schloss Oberwallsee auf Freudenstein; (I.) ⚭ Elisabeth von Gutrat; (II.) ⚭ Anna von Losenstein († 1355); (III.) ⚭ Flormei (Floringa) von Pettau
    1. (II.) Eberhard VII. († 1351), ⚭ Anna von Neuhaus († 1350)
    2. (II.) Heinrich V. († 1342)
    3. (II.) Agnes († 1355), ⚭ Iban von Pernstein bzw. von Bernstein († 1382)
    4. (III.) Georg von Walsee († 1400/01), 1363 Erbe aus Grazer Linie, 1395 Schenkungsbrief an Schlierbach; ⚭ Margret, Tochter des Grafen Jörg von Curbaw; †† Erbe an Ennser Linie
      1. Eberhard X. († vor 1400)

    5. (III.) Katharina († 1399), ⚭ Alber IV. von Puchheim († 1399)

### Walsee-Enns

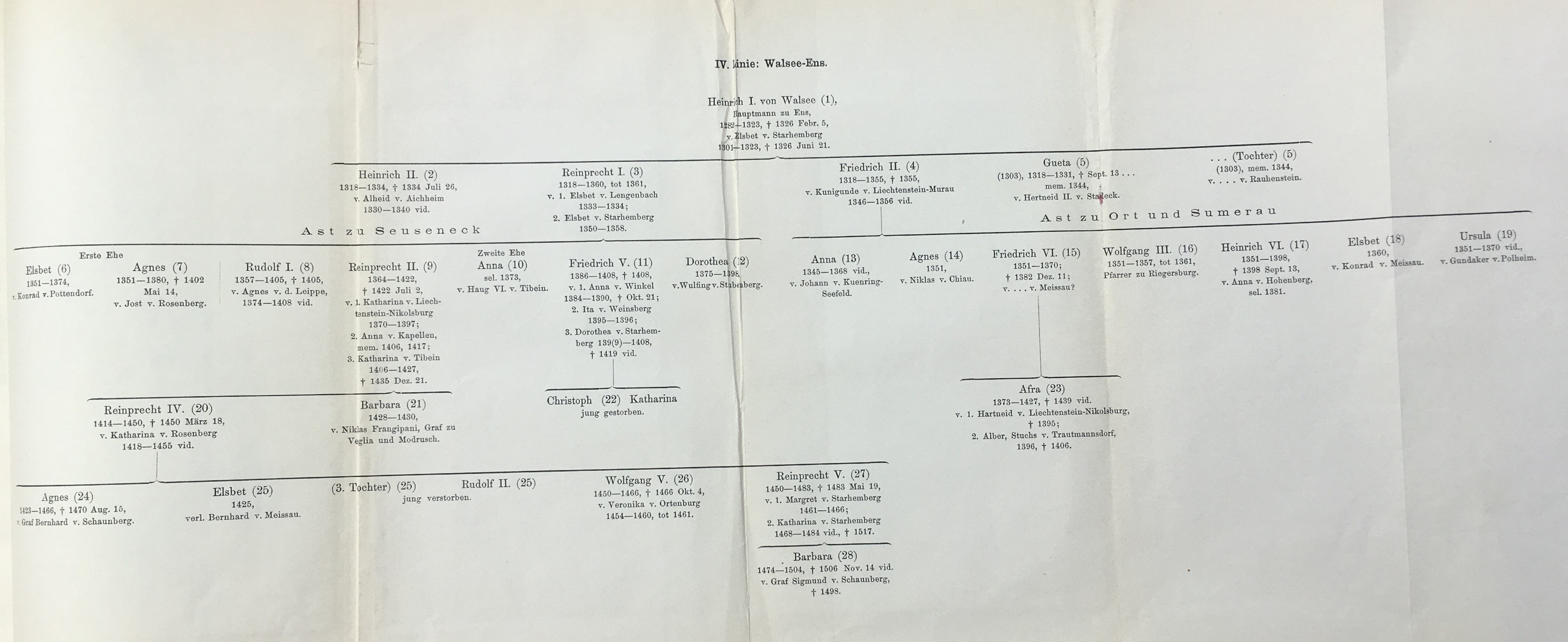
Linie Walsee-Ens (nach Doblinger 1906)

1. Heinrich I. († 1326), 1288 gemeinsam mit Bruder Eberhard von König Rudolf mit Sindelburg und Sommerau[10] belehnt, (Burg-)Hauptmann zu Enns, ⚭ Elisabeth von Starhemberg († 1326)
  1. Guta († 1331), ⚭ Hartnid II. von Stadeck († 1336)
  2. Heinrich II. († 1333), ⚭ Adelheid von Aichen (Aychaim)
  3. Reinprecht I. († 1361), Burggraf zu Enns; (I.) ⚭ Elisabeth von Starhemberg († 1368?); (II.) ⚭ Elisabeth von Lengenbach († 1347?); (III.) ⚭ Elisabeth von Kapellen
    1. (I.) Rudolf I. († 1405), 1366 Vogt und Hauptmann in Vorderösterreich, 1376–79 Landeshauptmann der Steiermark, 1397 Landmarschall von Niederösterreich und Hofmeister Herzog Wilhelms, ⚭ 1374 Agnes von Leipa/Leipp/Lipa († nach 1407)
    2. (I.) Reinprecht II. († 1422), ab 1380 Hauptmann ob der Enns, 1382–1386 Schaunberger Fehde, 1412 Hofmeister Herzog Albrechts V., 1411–17 Walseer Fehde mit Herzog Ernst, 1418 Erbtruchsess von Steiermark, beerbt 1399 die Herren von Duino (†† Hugo/Haug IX.) und 1046 die Kapeller (†† Eberhard II.) (I.) ⚭ Katharina von Liechtenstein-Nikolsburg († 1397); (II.) ⚭ Anna von Kapellen geb. von Tybein (Duino), Witwe nach Eberhard II. von Kapellen; (III.) ⚭ Katharina von Duino († 1435), Tochter von Haug von Tybein (Hugo IX. von Duino)
      1. (I.) Agnes ⚭ Otto von Zelking
      2. (III.) Barbara († 1430), ⚭ Nikola[us] jun. Frangepan de Veglia († 1458), Ban von Kroatien
      3. (III.) Reinprecht IV. († 1450), Oberstmarschall in Österreich (ab 1440), Obersttruchsess in Steier, Hauptmann von Enns, ⚭ Katharina von Rosenberg († 1455)
        1. Agnes († 1470), ⚭ Bernhard von Schaunberg († 1473)
        2. Rudolf II.
        3. Wolfgang V. († 1466), 1465 Oberster Marschall von Österreich, Schenk bzw. Truchsess von Steiermark, Oberster Hauptmann in Österreich niederhalb und ob der Enns, Rat Friedrichs III., ⚭ Veronika von Ortenburg/Ortenberg († 1461), Tochter von Alram II.
        4. Reinprecht V. († 1483, †† Erlöschen im Mannesstamm), 1467 Oberster Marschall von Österreich, Schenk von Steiermark und (bis 1478) Landeshauptmann ob der Enns, ⚭ Margareth von Starhemberg († 1466), ⚭ Katharina von Starhemberg († nach 1484)
          1. Barbara († 1506), ⚭ Siegmund I. von Schaunberg († 1498) → Erbe an die Schaunberger

    3. (I.) Anna († 1373), ⚭ Hugo VII. von Duino († 1390)
    4. (I.) Dorothea († 1398), ⚭ Wulfing von Stubenberg († 1398)
    5. (I.) Friedrich V. († 1408, Unfall), 1403 Landmarschall von (Nieder-)Österreich, 1407 Hofmeister Herzog Leopolds IV.; (I.) ⚭ Anna von Winkel († 1389); (II.) ⚭ Ida von Weinsberg; (III.) ⚭ Dorothea von Starhemberg († 1419)
      1. (I.) Christoph
      2. (I.) Katharina

    6. (II.) Agnes († 1402), ⚭ Jobst I. von Rosenberg († 1369)

  4. Friedrich II. ( † 27. Oktober 1355), Burggraf zu Enns, ⚭ Kunigunde von Liechtenstein-Murau
    1. Anna († 1398), ⚭ Johann II. von Kuenring († 1349)
    2. Agnes († 1351), ⚭ Niklas von Chiau († 1355)
    3. Elisabeth (1360), ⚭ Konrad von Maissau († 1396), Oberster Marschall in Österreich[12]
    4. Ursula († 1370), ⚭ Gundacker von Polheim
    5. Friedrich VI. († 1372), 1362 Marktrecht für Sindelburg (mit Bruder Heinrich), 1367–68 Landmarschall von (Nieder-)Österreich, 1369 Landeshauptmann der Steiermark
      1. Afra († 1430), ⚭ Hartnid von Liechtenstein-Nikolsburg († 1395)

    6. Wolfgang († 1361)
    7. Heinrich VI. († 1398), 1374–79 Landeshauptmann ob der Enns, erbaute 1368–88 Schloss Nieder-Wallsee, ⚭ Anna von Hohenberg († 1418)

### Walsee-Graz

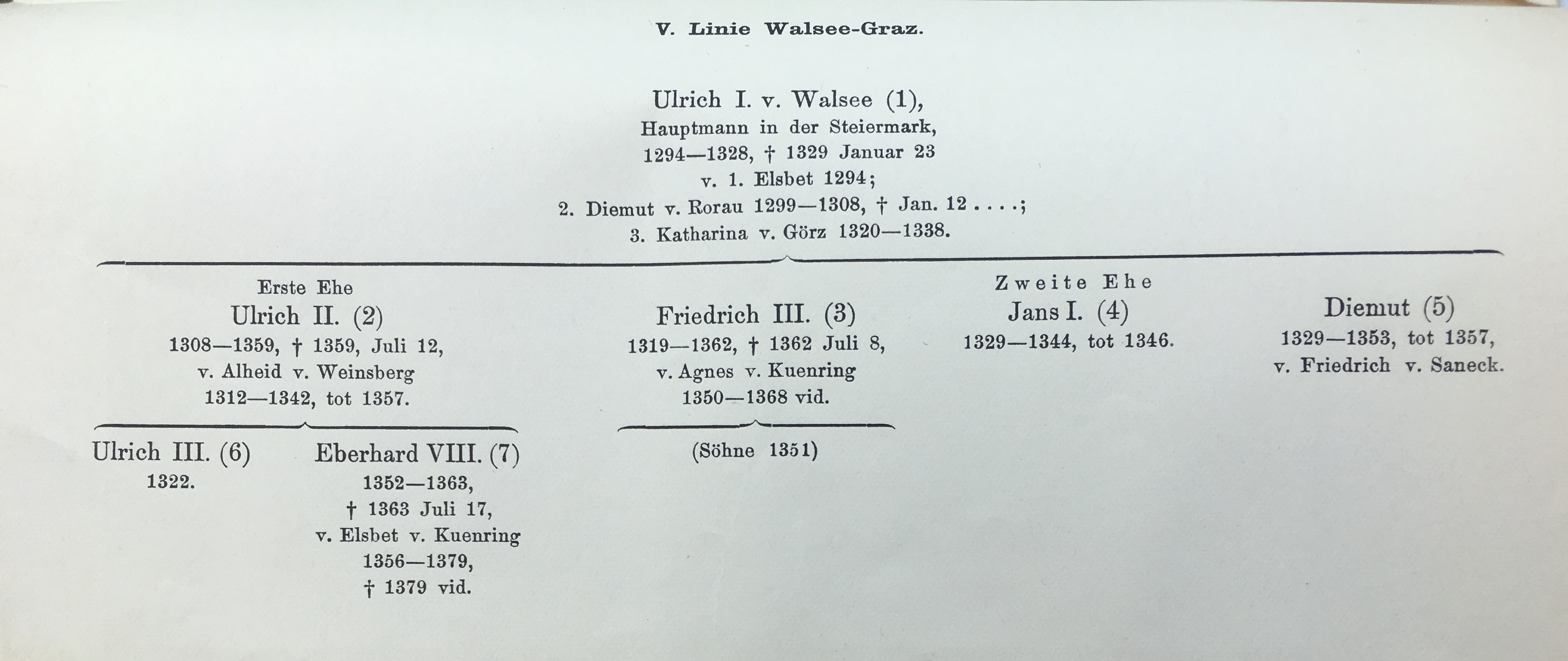
Linie Walsee-Graz (nach Doblinger 1906)

1. Ulrich I. († um 1329), ab 1299 Landeshauptmann der Steiermark; (I.) ⚭ Elisabeth; (II.) ⚭ Diemut von Rohrau († 1319); (III.) ⚭ Katharina von Görz (bzw. Schärfenberg?) († 1329)
  1. (I.) Ulrich II. († um 1359), 1322 Schlacht bei Mühldorf: verwundet in Gefangenschaft, Hauptmann in Steier, ab 1329 Landeshauptmann der Steiermark, ⚭ Adelheid von Weinsberg († 1357)
    1. Eberhard VIII. († 1363, Erlöschen Walsee-Graz, Erbe an Linz), 1359–1361 Landeshauptmann der Steiermark, ⚭ Elisabeth von Kuenring († 1379)

  2. (II.) Jans/Hanns I. († um 1342/1345), Hauptmann in Steier
  3. (II.) Friedrich III. ( † 1362) „ab der Steiermark“, Hauptmann in Steier, 1259–61 Oberster Schenk, 1261 Oberster Truchsess der Steiermark ⚭ Agnes von Kuenring († 1368)
  4. (II.) Agnes († 1329), ⚭ Ulrich V. von Pfannberg († 1354)
  5. (II.) Diemut († 1357), ⚭ (I.) Andreas von Güssing (Adelsgeschlecht von Héder), Obergespan von Zala, ⚭ (II.) Friedrich I. von Sanneck/Cilli († 1360)

### Walsee-Drosendorf

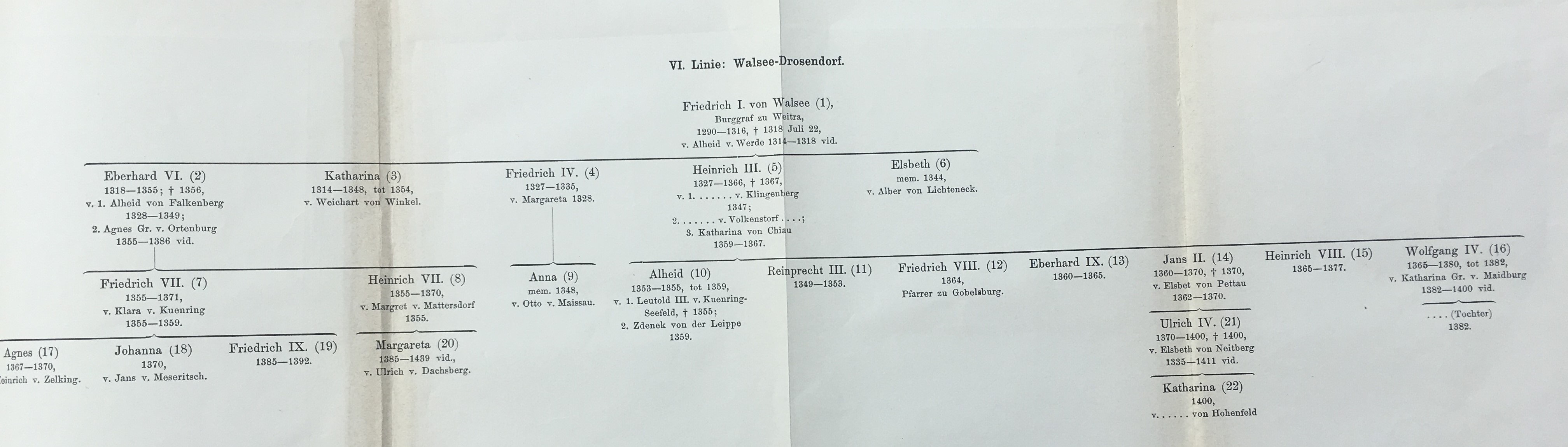
Linie Walsee-Drosendorf (nach Doblinger 1906)

1. Friedrich I. (* 1298; † 1318), ⚭ Alheid von Werde († 1328)
  1. Eberhard VI. († 1356), Burggraf von Weitra; (I.) ⚭ Alheid von Falkenberg († 1349), 2. ⚭ Agnes von Ortenburg († 1386)
    1. (I.) Friedrich VII. zu Potenstein († 1371/1392), ⚭ Klara von Kuenring († 1359)
      1. Wolfgang († 1374)
      2. Ulrich († 1374)
      3. Friedrich IX. († 1392, ?Erlöschen Weitra)
      4. Agnes, ⚭ Heinrich von Zelking
      5. Johanna, ⚭ Jan von Meseritsch[13]

    2. (I.) Heinrich V. zu Merkenstein († 1373), ⚭ Margarete Nagymartoni
      1. Margarete († 1439), ⚭ Ulrich von Dachsberg (Daxberg) († 1439)

  2. Friedrich IV. († 1335), ⚭ Margarete
    1. Anna, ⚭ Otto V. von Maissau († 1359)

  3. Heinrich/Heidrich/Heidenreich III. († 1367), „von Enzesfeld“ ⚭ Barbara von Klingenberg,[14] 2. ⚭ Katharina von Cheiau/Kyau († um 1374) (Burg Kaja)
    1. Reinprecht III. († 1353)
    2. Eberhard IX. († 1371), (I.) ⚭ Flormei von Pettau, 2. Elisabeth von Kuenring († 1379)
    3. Jans/Hanns II. († 1370), „von Enzesfeld“, ⚭ Elisabeth von Pettau
      1. Ulrich IV. († 1400, Erlöschen Drosendorfer Linie), 1384 Landeshauptmann der Steiermark, ⚭ Elisabeth von Neitberg († 1411)
        1. Katharina († 1428)

      2. Rudolf
      3. Friedrich

    4. Friedrich VIII. († 1364)
    5. Heinrich VIII. († 1377)
    6. Wolfgang IV. († 1382), ⚭ Katharina von Maidburg († 1400)
    7. Alheid/Adelheid, ⚭ Leutold von Kuenring-Dürnstein († 1355); (II.) ⚭ Zdenko/Zdenek/Čeněk von Leipa/Leipp/Lipa († 1359)

  4. Katharina († 1354), ⚭ Weichard von Winkel († 1348); das Sterbedatum ist zwischen 1353 und 1360, denn er bezeugt am 1. September 1353 eine Urkunde (Fontes XXI, 2, S 231, Nr. CCXXXIX)
  5. Anna, 1332 ins Kloster Imbach/Minnebach eingetreten

## Ministerialen der Walseer
Lehensleute der Walseer waren:
| - die von Thurn - die Hollenecker - die Gleinitzer - die Weißenecker - die Hauser - die Winkler - die von Graben | - die Aspan - die Schifer - die Oberheimer - die Geymann - die Trauttmansdorff - die Kelberharder/Kälberharter |

## Geistliche Gründungen
| Klöster - Dominikanerinnenkloster Graz (1308, Linie Graz) - Stift Säusenstein (1334/36, Linie Linz) - Minoritenkloster Pettau (1339, Linie Graz) - Stift Schlierbach (1355, Linie Linz) | Kapellen - Katharinenkapelle bei der ehemaligen Dominikanerinnenkirche in Imbach (1285–1300, Grabkapelle für die Linie Drosendorf) - Georgskapelle bei der Augustinerkirche in Wien (gegründet durch Herzog Otto den Fröhlichen, die Societas Templois und die Grazer Walseer vor anderen Adelsgeschlechtern, um 1337) - Burgkapelle auf Pernstein (um 1340, Linie Linz) - Walseerkapelle bei der Stadtpfarrkirche St. Maria in Enns (um 1343, Linie Enns) - Armenhauskapelle Enzesfeld (1396, Linie Drosendorf-Enzesfeld) |

## Besitz
| Oberösterreich - Achleiten - Altwartenburg (nach Belagerung) - Ebelsberg - Schloss Eggenberg - Falkenstein (pfandweise) - Frankenburg (pfandweise) - Frauenstein/Steyrstain (zu Stift Schlierbach) - Herrschaft Freistadt (pfandweise) - Gallspach - Gschwendt - Hochhaus - Kammer (am Attersee) - Klingenberg (pfandweise) - Vogtei zu Lambach (pfandweise) - Lichtenau - Schloss in Linz - Schloss Marbach in Ried in der Riedmark - Mitterberg - Mühlwang - Neuattersee zum Kogl (St. Georgen im Attergau) (pfandweise) - Neuburg (heute Bayern, pfandweise) - Oberwallsee mit Herrschaft Freudenstein - Oberweis - Ort am Traunsee - Burg und Markt Ottensheim (pfandweise) - Pernstein - Puchheim (pfandweise) - Regau - Reichenau - Reichenau - Reichenstein - Reichenstein (Hälfteanteil) - Riedegg (pfandweise) - die Riedmark (pfandweise) - Ror/Rohr (pfandweise) - Rottenegg - Ruttenstein mit Märkten Unterweißenbach und Königswiesen - Scharnstein mit Grünau, Kirchham, Vorchdorf, Laakirchen - Schwertberg - Seisenberg/Seusenberg/Säusenburg/Seisenburg (pfandweise) - Spielberg - Burg Starhemberg (Eferding) (nach Eroberung) - Starhemberg (Haag) (pfandweise) - Herrschaft und Landgericht Steyr (pfandweise) - Tollet - Trattenegg - Waldamt Weitersfelden - Waldenfels - Waxenberg (pfandweise) - Wels (pfandweise) - Wernstein am Inn (pfandweise) - Wildenstein - Windegg Böhmen - Rosenberg (pfandweise) - Wittinghausen (pfandweise) | Steiermark (mit Untersteier) - Altenhofen (?) - Arnfels - Buchenberg - Burgstall - Cilli (pfandweise) - Dietersdorf bei Fürstenfeld - Eibiswald - Feldbach (pfandweise) - Freudenberg - Güter bei Frohnleiten, in Semriach, Laufnitz und Schrems (pfandweise) - Geyrach/Jurklošter - Gleichenberg - Gonobitz/Slovenske Konjice - Hohenegg/Vojnik (pfandweise) - Kapfenstein - Kornberg - Kostreiniz (pfandweise) - Krems bei Voitsberg - Krottendorf (?) - Haus und Hofstatt zu Laibach - Lengenberg (Lemberg) (pfandweise) - Mahrenberg und Gut und Vogtei Remschnig ^ Herrschaft Marburg an der Drau - Oberradkersburg/Gornja Radgona - Stadt Oberwölz - Burg Osterwitz/Ojstrica - Pack (?) - Hofmarken in Pettau - Pfannberg (pfandweise) - Prassberg (pfandweise) - Rabenstein - Riegersburg, - Rohitsch (pfandweise) - Feste Rothenfels - Sachsenfeld – Žalec (pfandweise) - Sachsenwarth/Žaženberk (pfandweise) - Saldenhofen/Vuzenica (Anteil) - Sanneck (pfandweise) - Schönstein (pfandweise) - Amt Sinabelkirchen - Smielenburg/Schmirnberg - Stainz (pfandweise) - Stattenberg/Štatenberk - Trautenburg - Übelbach - Waldstein - Wechseneck/Waxenegg (bei Anger) - Weinburg - Wildon (pfandweise) - Windischgraz (pfandweise) Kärnten - Greifenburg (pfandweise) - Hartneidstein - Rosegg - Traberg/Unterdrauburg/Dravograd (Cillier Vermächtnis) - Weißenegg | Krain - Dragembl/Dragomelj (1399–1411) - Flödnig/Smlednik (pfandweise) - Görtschach/Goričane (pfandweise) - Guteneck/Gotnik (1399–1472) - Neuberg/Neuburg/Novi grad an der Kanker/Kokra - Oberstein/Kamnik (pfandweise) - Reifnitz/Ribnica - Senosetsch/Senožeče (1400–1472) - Školj - Zirknitz/Cerknica Istrien, Aquilea und Umgebung (spätere Küstenlande) - Bremp/Prem (1399–1472) - Castau/Kastav (1399–1472) - Duino/Devin/Tybein (Burgherrschaft Ober- und Unter-Tibein, mit San Giovanni di Duino, 1399–1472) (heute Italien) - Fiume - Frayn (?) (pfandweise) - Mitterburg/Pazin/Pisino (pfandweise) - Moschenitz/Mošćenice - Primano - St. Veit am Pflaum/Fiume/Rijeka (bis 1471) - Senosetsch/Senosezza - Vaprinitz/Veprinac - Vinal (1440) | Niederösterreich - Amt Altenhofen (Sankt Valentin) - Asparn (pfandweise) - Drosendorf (pfandweise) - Drösing - Ebreichsdorf - Burg Eisenreichdornach (Vogtei) - Engelstein - Enzesfeld - Ernegg - Freyenstein (Neustadtl an der Donau) - Gleiß - Gobelsburg - Guntersdorf - Hagenberg - Hainstetten - Hartenstein - Hohenegg (Hafnerbach, bei Sankt Pölten) - Hubertendorf - Jaidhof (pfandweise) - Kalksburg - Karlsbach (pfandweise?) - Kollmitz - Kranichberg - Kronsegg - Leesdorf - Liechtenstein - Merkenstein - Mitterau - Mühlbach - Murstetten - (Nieder-)Wallsee - Ochsenburg - Grafschaft Peilstein (St. Leonhard am Forst) - Plankenberg (pfandweise) - Pottenstein (pfandweise) - Purgstall - Purkersdorf - Rabenstein (nicht gesichert) - Ramingdorf - Randegg (kurzzeitig nach Fehde) - Rauheneck - Reinsberg - Rossatz - Salaberg (Bamberger Vogtei) - St. Peter in der Au (kurzzeitig nach Fehde) - Säusenstein (Stift Säusenstein) - Schloss Schönau - Seebarn (nicht gesichert) - Seisenegg - Senftenberg - Sindelburg bei Wallsee - Sommerau bei Wallsee - Spitz (pfandweise) - Strannersdorf - Herrschaft Stronsdorf - Ulrichskirchen - Viehofen - Wang - Weinzierl - Weitra (?) - Wieselburg - Wolfstein (pfandweise) - Wuldersdorf/Wullersdorf (pfandweise) |

Im Jahre 1466 kam der Besitz am Quarnerobusen mit Fiume, Castau, Veprinac und Moschenitz an die Habsburger. 1472 (Erberklärung Reinprecht V. 12. März 1472 zugunsten Kaiser Friedrichs) folgten Duino (Burgherrschaft Ober- und Unter-Tibein), Bremp und Senosetsch – mit Land bei San Giovanni di Duino hatten die Habsburger seit 1366 Besitz an der Adria, nun konsolidierten sich die Österreichische Küstenlande.

## Sonstiges
Gelegentlich werden die Herren von Walsee als Grafen bezeichnet. Dafür gibt es keinen urkundlichen Beleg.
Ein Teil der mittelalterlichen Überlieferung, wie die Verleihung des Stadtrechts für Waldsee, wird im dortigen Stadtarchiv aufbewahrt.
Walseer in Urkunden des Klosters Sittich

Die Walseer erscheinen auch in Urkunden des Klosters Sittich und zählen somit zu den Wohltätern des Klosters.
- Rudolf von Walsee, Landmarschall von Österreich, bestätigt 1390 zu Wien eine Urkunde seines Verwandten zu Duino (sui affinis a Thybein), wonach das Kloster Sittich ohne Maut und Zollgebühren von Fiume durch Senosetsch zwölf Ladungen Salz befördern darf, wo es dann eineinhalb Mark aglarischer Pfennige erhält (Im Text heißt es weiter: R. v. Walsee zurzeit Landmarschall Österreich und Gerhab der Kinder von Thybein zu Wien 1390).
- Reinpertus von Walsee, Landmarschall von Österreich, übergibt 1448 (dem Kloster Sittich) in Laibach ein Haus für zwei Jahresgedächtnismessen (Reinprecht von Walsee zu Thybein starb im Jahre 1451).[22]